# 松平輝行
松平 輝行（まつだいら てるちか）は、江戸時代中期の上野国高崎藩の嫡子。高崎藩第3代藩主・松平輝高の長男。

## 生涯
寛延元年（1748年）に高崎藩嫡子として生まれたが、家督を継ぐことなく安永4年（1775年）に早世した。代わって次弟の輝和が嫡子となった。